# Toma de la Bastilla
La toma de la Bastilla se produjo en París el martes 14 de julio de 1789. A pesar de que la fortaleza medieval conocida como la Bastilla solo custodiaba a siete prisioneros, su caída en manos de los revolucionarios parisinos supuso simbólicamente el fin del Antiguo Régimen y el punto inicial de la Revolución francesa. La rendición de la prisión, símbolo del despotismo de la monarquía francesa, provocó un seísmo social tanto en Francia como en el resto de Europa, llegando sus ecos hasta la lejana Rusia.

Fortaleza del secreto, y lugar sin justicia, la Bastilla fue la primera cita de la Revolución.

Desde 1880, el 14 de julio ha sido el Día Nacional de Francia, pero no para celebrar la toma de la Bastilla en sí, sino para recordar la Fiesta de la Federación de 1790, cuya fecha coincidía a propósito y que celebraba la reconciliación y la unidad de todos los franceses.

## Historiografía y leyenda
La importancia de la toma de la Bastilla se debe a su valor simbólico representando el derrumbamiento del poder absolutista de la monarquía francesa, pero no fue un acto tan relevante política y estratégicamente como se suele presentar por la historiografía romántica, que ha sobrevaluado la toma de un lugar en el cual, en el momento de la toma, se mantenía a escasos 7 prisioneros.
Se dice en la tradición que la Bastille había sido durante años la cárcel de muchas víctimas de la arbitrariedad monárquica. Allí, como en otros lugares de reclusión, se encarcelaba sin juicio a los señalados por el rey con una simple lettre de cachet. Era una fortaleza medieval de las murallas de Carlos V que habían sido destruidas en el siglo XVII, cuyo uso militar ya no se justificaba. En los Cuadernos de quejas de la ciudad de París ya se pedía su destrucción, y el ministro Necker pensaba destruirla desde 1784 por su alto coste de mantenimiento. En 1788 se había decidido su cierre, lo que explica que tuviera pocos presos en 1789. En el momento de su caída, el 14 de julio de 1789, solo acogía a cuatro falsificadores, a un noble condenado por incesto y a Auguste Tavernier, un cómplice de Robert François Damiens, autor de una tentativa de asesinato sobre Luis XV, al que se había declarado enfermo mental.

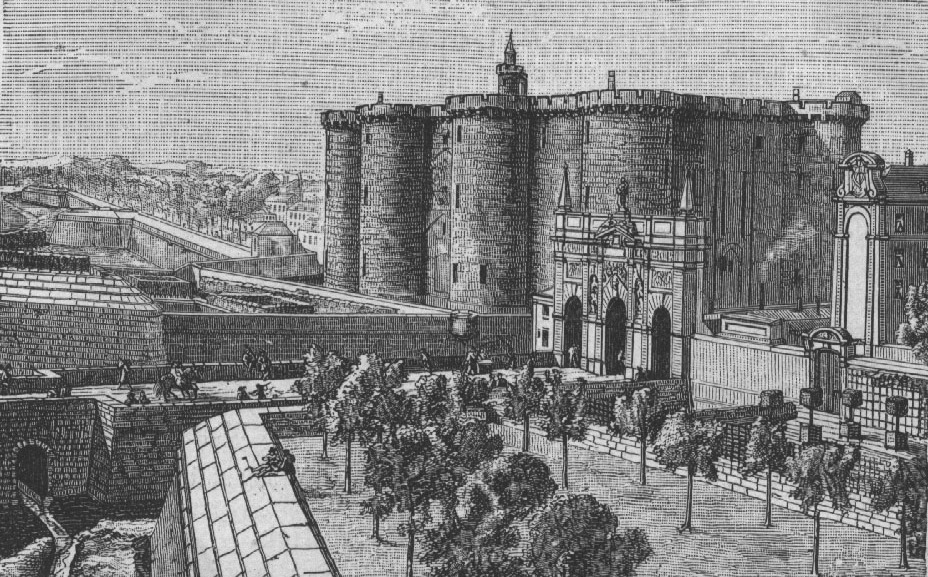
Imagen de la medieval fortaleza-prisión de la Bastilla de San Antonio (grabado alemán del).

La imagen revolucionaria ampliamente difundida de una prisión donde se pudrían las víctimas de la monarquía no corresponde con el uso de la fortaleza en el momento de su toma, pero refleja una realidad que sí había existido desde el siglo XVII, cuando el Cardenal Richelieu empezó a utilizarla como cárcel de Estado.
Aportar una prueba de que se estaba presente en el momento de la toma de la Bastilla supuso un gran prestigio en la carrera de los que se autodenominaron patriotas, sin que eso en verdad demostrara un acto de valentía o entrega por los demás. El 19 de junio de 1790, a propuesta del diputado Armand Camus, la Asamblea Nacional votó por aclamación un decreto en el que se decidió dar un lugar preeminente a los «vencedores de la Bastilla» en los actos de la primera Fiesta de la Federación que se iba a celebrar al mes siguiente. Pero un decreto del día 25 les retiró ese honor para reservarlo a la Guardia Nacional. Se les otorgó una pensión, un uniforme, un fusil y una espada con su nombre grabado, un brazalete, una medalla, y un diploma de agradecimiento de la patria. Una comisión examinó de marzo a junio de 1790 las pruebas aportadas por los postulantes y censó oficialmente en ese momento a 954 combatientes, entre civiles y guardias francesas. En 1832, bajo la Monarquía de Julio, se revisó la lista, rechazándose algunos expedientes por considerarse «dudosos» y fijando la cifra final en 630.
Según algunos autores, la importancia de la toma de la Bastilla ha sido exagerada por los historiadores románticos, como Jules Michelet, que quisieron hacerla un símbolo fundador de la República. Otros autores afirman que el sitio y la capitulación de la prisión no debió ser un hecho muy heroico en vista de que solo era defendido por un puñado de hombres, y que los únicos muertos habrían sido el alcaide Bernard de Launay y el político Jacques de Flesselles.
Pero los documentos de la época dejan constancia de que el 14 de julio de 1789, la fortaleza estaba defendida por 32 soldados suizos y 82 «inválidos de guerra», disponiendo de cañones y de municiones en abundancia. El asedio se saldó con 98 muertos, 60 heridos y 13 mutilados, entre los asaltantes.
El acontecimiento tuvo una fuerte resonancia en Europa entera, no tanto por la importancia del suceso, sino por su valor simbólico, que aún perdura como hito en la historia de las revoluciones.

## Antecedentes

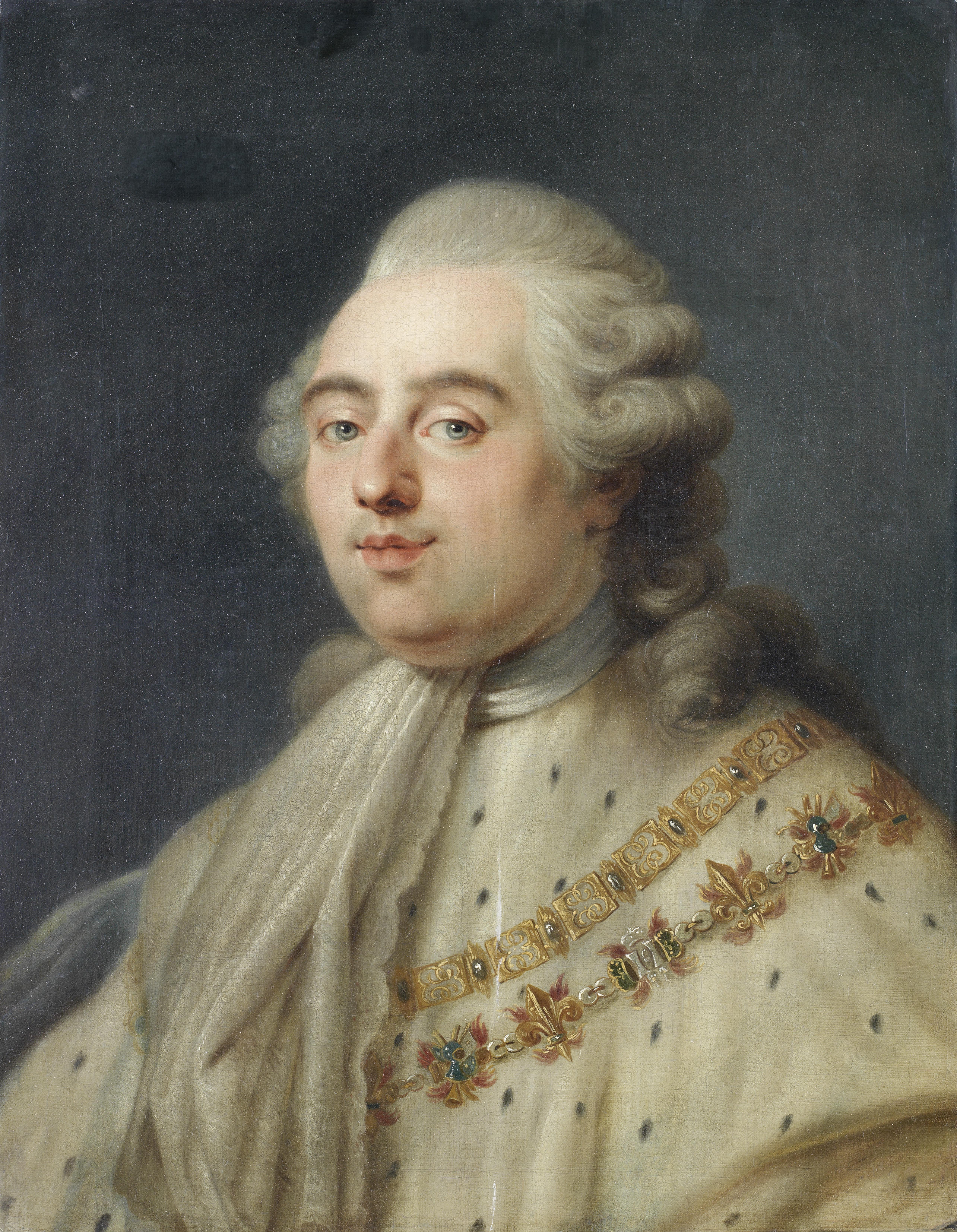
La incapacidad de Luis XVI impidió afrontar los primeros acontecimientos de la Revolución francesa debido a medidas inadecuadas y a destiempo.

Durante el reinado de Luis XVI, Francia tuvo que confrontar una grave crisis financiera originada por los elevados gastos de la intervención en la Guerra de Independencia de los Estados Unidos y el despilfarro de la Corte real, exacerbada por un desigual sistema tributario que solo gravaba al pueblo llano y a la burguesía (tercer estado). Aconsejado por su ministro de finanzas Necker, el rey decidió convocar los Estados Generales el 5 de mayo de 1789 para buscar una salida a la crisis, aceptando aumentar la representación del tercer estado hasta entonces infra representado. Por ese último motivo, los debates previstos fueron bloqueados por la nobleza (segundo estado) y el clero (primer estado). El 17 de junio de 1789, los representantes del tercer estado y de una parte del bajo clero se desgajaron de aquellos Estados Generales y se constituyeron como Asamblea Nacional. El rey inicialmente se opuso a esta idea, pero fue forzado a reconocer la autoridad de la Asamblea, que el 9 de julio se autoproclamó Asamblea Nacional Constituyente, una institución cuyo propósito era crear una constitución para el país.

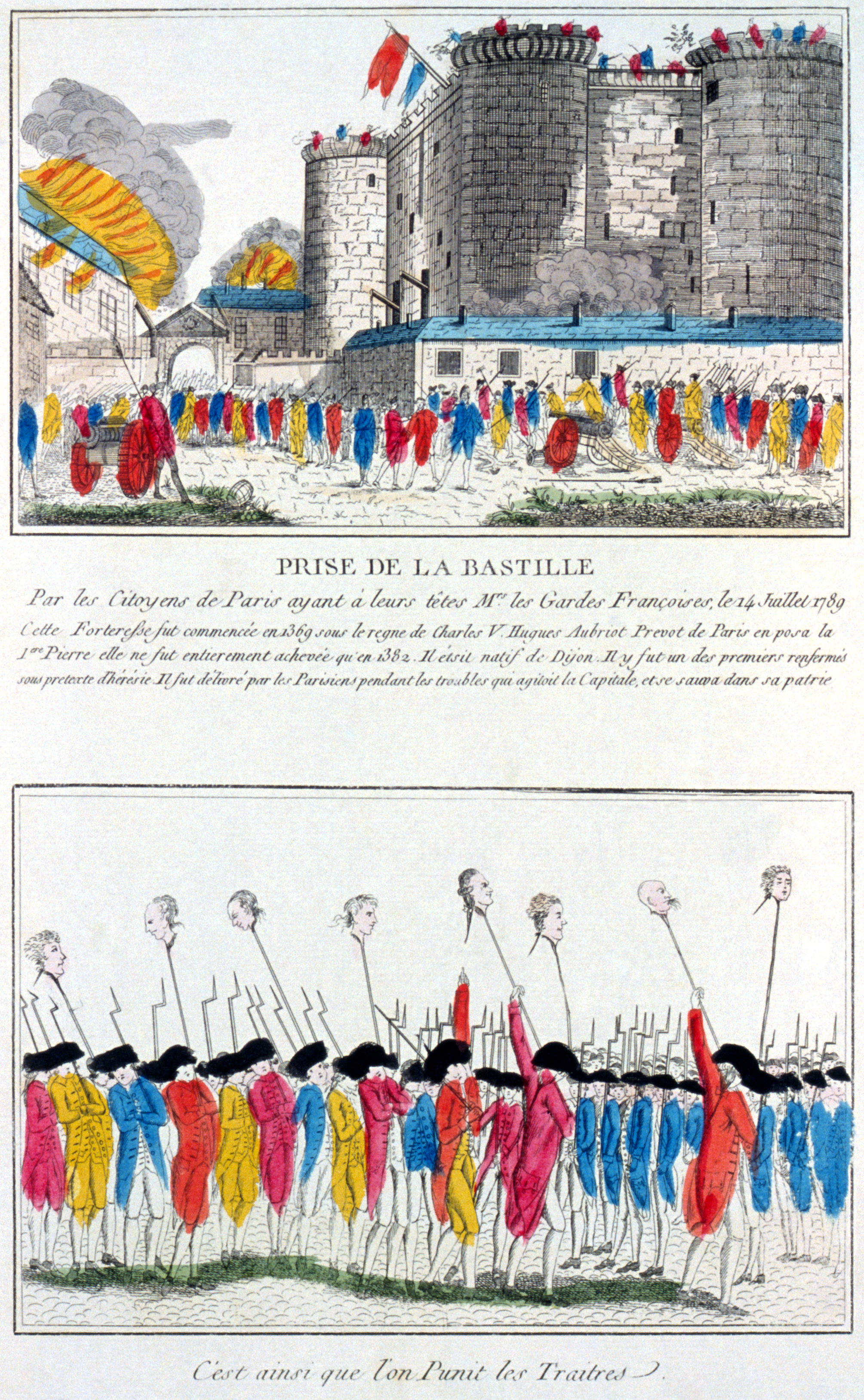
Dibujo de 1789 sobre la toma de la Bastilla.

Los acontecimientos acaecidos en los días siguientes condujeron a la toma de la Bastilla el 14 de julio de 1789, y la Revolución francesa comenzó a expandirse. La rendición de este bastión real fue sin duda un importante hito simbólico de los inicios de la Revolución más que un factor detonante en sí. Con anterioridad, la autoridad real ya se había visto mermada por la revuelta de la nobleza (un hecho recurrente desde la Fronda en el siglo XVII) que se negaba a financiar los planes de Luis XVI mediante el pago de impuestos. Pero el mayor detonante fue la formación de la Asamblea Nacional, el Juramento del Juego de Pelota y la Declaración de los Derechos del Hombre y del Ciudadano, que abrían la vía hacia el fin del absolutismo y de los privilegios de la nobleza. La rebelión parlamentaria unida a la del pueblo de París ya había tenido un antecedente dos años antes en la ciudad de Rennes, sede del Parlamento de Bretaña. En 1789, el movimiento se extendió en seguida a las capitales de las provincias francesas.
Para defender la Asamblea Nacional de un posible ataque de las tropas reales, y para asegurar el orden en la capital, las autoridades municipales parisinas decidieron crear una milicia popular de 48 000 hombres, la llamada Guardia Nacional, cuya insignia era roja y azul, los colores de la ciudad de París. Estos dos colores, a los que se unió el blanco, se convirtieron en el emblema de la Revolución y en los colores de la bandera de Francia.
París, cada vez más cercano a la insurrección, y en palabras de François Mignet «exaltado por la libertad y el entusiasmo», mostró un amplio apoyo a la Asamblea. La prensa publicaba diariamente los debates de la Asamblea y las discusiones políticas sobrepasaron el ámbito parlamentario para salir a las calles y plazas de la ciudad. El Palais Royal y sus inmediaciones, residencia del duque Luis Felipe II de Orleans (el futuro Felipe Igualdad) se convirtieron en lugar de reunión. Los mandos y tropas de los regimientos, antes considerados dignos de toda confianza, fueron inclinándose cada vez más por la causa popular.

## El detonante: la destitución de Necker

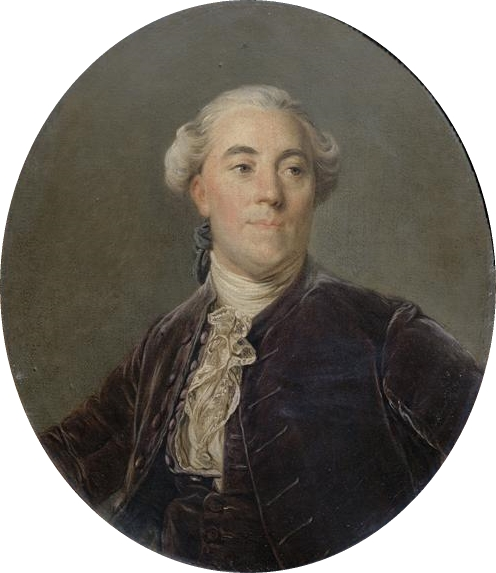
La destitución de Necker fue uno de los detonantes que llevaron a la toma de la Bastilla. Retrato de Jacques Necker, obra de Joseph Duplessis, Palacio de Versalles.

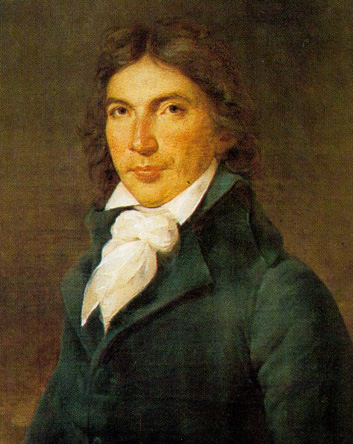
Retrato de Camille Desmoulins, instigador y líder de la toma de la Bastilla.

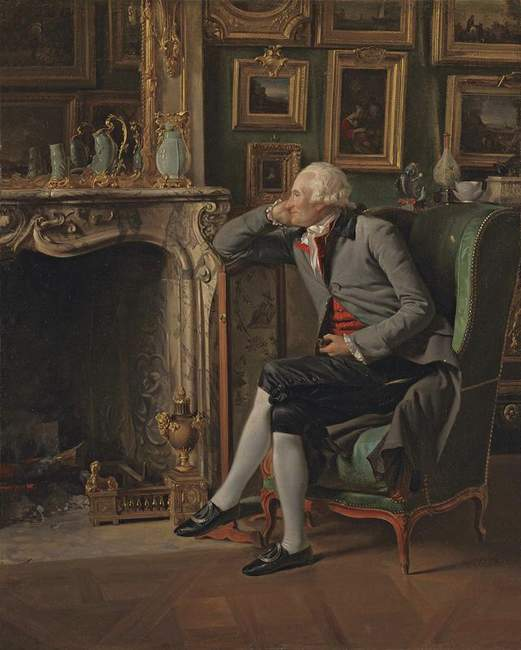
El barón de Benseval era el comandante en jefe de las tropas reales al cargo de París en julio de 1789.

El 11 de julio, con tropas en Versalles, Sèvres, el Campo de Marte y Saint-Denis, Luis XVI, actuando por consejo de los nobles que formaban su camarilla personal, cesó a su ministro de finanzas Jacques Necker, el cual tenía cierta comprensión hacia el tercer estado, además de haber intentado sanear las cuentas del reino. El mariscal conde de Broglie, el marqués de La Galissonière, el duque de la Vauguyon, el barón Louis de Breteuil y el intendente Foullon tomaron posesión del gabinete sustituyendo al conde de Puységur, al conde de Montmorin Saint-Hérem, al cardenal La Luzerne, al conde de Saint-Priest y a Necker.
Las noticias de la destitución de Necker llegaron a París en la tarde del domingo 12 de julio. Los parisinos supusieron, en general, que la destitución marcaba el inicio de un golpe de Estado por parte de los elementos más conservadores de la Corte. Los liberales temieron que la concentración de tropas reales llevadas a Versalles, provenientes de las guarniciones fronterizas, intentarían clausurar la Asamblea Nacional Constituyente (que se reunía en Versalles). Las masas se arremolinaron por todo París, llegando a juntarse 10 000 personas en torno al Palais Royal. Camille Desmoulins, conocido francmasón de la logia de las Nueve Hermanas, según Mignet, concentró a una gran muchedumbre, subido a una mesa y con una pistola en la mano, al grito de: 

¡Ciudadanos, no hay tiempo que perder; el cese de Necker es la señal de la Noche de San Bartolomé para los patriotas! ¡Esta noche, batallones de suizos y alemanes tomarán el Campo de Marte para masacrarnos; sólo queda una solución: tomar las armas!

Los regimientos suizos y alemanes a los que se refería eran tropas mercenarias extranjeras que constituían una parte significativa del ejército real prerrevolucionario. Fueron tomados como hostiles por su condición extranjera para eludir la existencia de tropas de soldados regulares franceses. Aproximadamente la mitad de los 25 000 soldados regulares concentrados en París y Versalles a comienzos de julio de 1789 pertenecían a estos regimientos extranjeros.
En efecto, a primera hora de la noche del 12 de julio, el barón de Besenval, a la cabeza de las tropas instaladas en París, dio la orden de intervenir a los regimientos suizos acantonados en el Campo de Marte.

## Conflicto armado

### Primeros momentos
Ante la situación de hambre y carestía, comenzó a extenderse un creciente malestar entre el pueblo parisino, que creía que la escasez de alimentos y su alto precio se debían a que los «especuladores» habían acaparado grandes cantidades de ellos esperando hacer buenos negocios. Este malestar se manifestaba en el comienzo de saqueos a tiendas y almacenes. Se trataba del comienzo de una revuelta de hambre típica.

#### 10 de julio de 1789
Los electores de París (el grupo de delegados que habían elegido a quienes representarían a la ciudad de París en los Estados Generales) se reunieron en el ayuntamiento de la capital y decidieron constituirse en el «nuevo» poder municipal, y comenzar a constituir una «Guardia Nacional», que fuese la fuerza de choque de las nuevas instituciones y que mantuviese el «nuevo orden» en las calles de París. El problema era que esta guardia no tenía armamento.

#### 12 de julio de 1789
El 12 de julio, una multitud creciente, blandiendo bustos de Necker y el duque de Orleans, cruzó las calles hacia la Plaza Vendôme, donde había un destacamento de Royal-Allemand Cavalerie (fuerte regimiento de caballería en la germanófona Alsacia), con el que lucharon con una lluvia de piedras. En la Plaza Luis XV, la caballería, comandada por el príncipe de Lambesc, disparó al portador de uno de los bustos y un soldado murió. Lambesc y sus tropas cargaron contra la muchedumbre y un civil, según los informes, fue la única baja de los manifestantes.
El regimiento de Gardes Françaises (Guardia Francesa) formaba la guarnición permanente de París que, con muchos vínculos locales, era favorable a la causa popular. Este regimiento había sido confinado a sus cuarteles durante los primeros altercados a comienzos de julio. Con París convertido en un polvorín, Lambesc, que no confiaba en que este regimiento obedeciera sus órdenes, colocó a 60 hombres a caballo para vigilarlo frente a su sede en la calle Chaussée d'Antin. Una vez más, la medida que tenía la intención de refrenar las revueltas solo sirvió para provocarlas. La Guardia Francesa hizo frente a ese grupo de caballería, matando a dos soldados e hiriendo a tres más, a pesar de que los oficiales de la Guardia Francesa hicieron tentativas inútiles de replegar a sus hombres. La revuelta ciudadana tuvo entonces a su servicio a un contingente militar experimentado, definitivamente en el lado popular, que acampó en el Campo de Marte, para contrarrestar a los esperados regimientos mercenarios. El futuro «rey ciudadano» Luis Felipe de Orleans, siempre partidario de la Revolución, fue testigo de estos hechos como joven oficial de la Guardia. En su opinión, los soldados habrían obedecido si hubieran podido. Según él, los oficiales abandonaron sus responsabilidades en este momento previo al levantamiento, cediendo el control a los suboficiales. La autoridad incierta del barón de Besenval, jefe de la Guardia Francesa, supuso una abdicación virtual por parte de los encargados de controlar el centro de París.

#### 13 de julio de 1789
A la 1 de la mañana del 13 de julio, cuarenta de los cincuenta puestos de control que permitían la entrada a París fueron incendiados. La muchedumbre amotinada exigía la rebaja del precio de trigo y del pan que jamás habían alcanzado tal precio en el curso del siglo. Además, un rumor circulaba por París: en el convento de Saint-Lazare sería almacenado el trigo; este fue tomado a las seis de la tarde. 

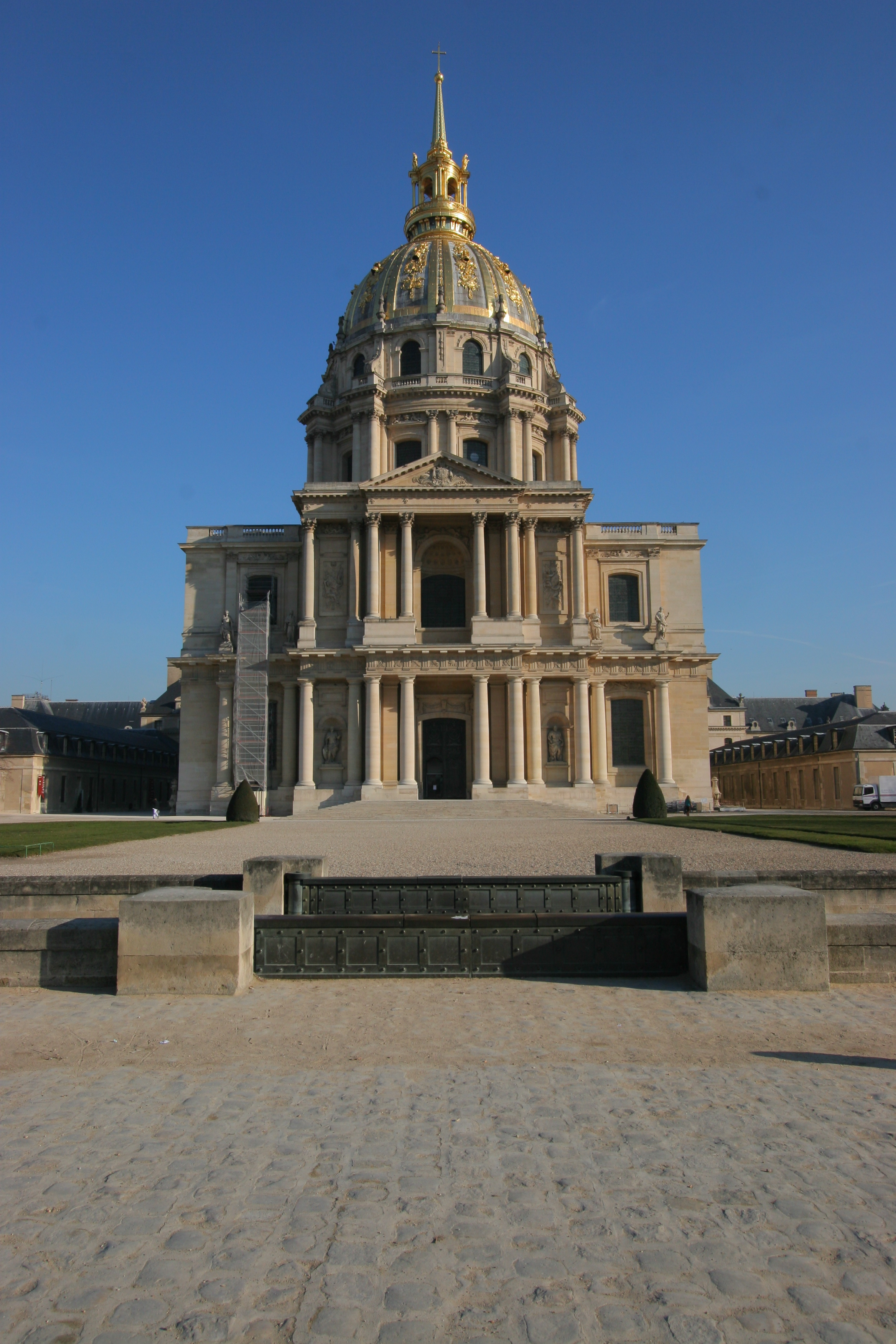
Los asaltantes de la Bastilla obtuvieron las armas del Hôtel des Invalides.

Mientras, desde las 2 de la tarde, los manifestantes se reunieron en torno al Ayuntamiento de París y cundió la alarma. El recelo existente entre el Comité de los electores, los representantes de la municipalidad de París congregados dentro del edificio, y las masas en el exterior fue empeorando por el error o inhabilidad política de los primeros en proveer de armas a estos últimos. Entre la insurrección revolucionaria y el saqueo oportunista, París estalló en el caos. En Versalles, la Asamblea se reunió en sesión continua para evitar que, una vez más, fuera privada de un lugar para reunirse.
Los electores dirigidos por el preboste Jacques de Flesselles decidieron formar un "comité permanente" y tomaron la decisión de crear una "milicia burguesa", la Guardia Nacional, de 48.000 hombres con el fin de limitar los desórdenes. Cada hombre llevaría como marca distintiva una escarapela con los colores de París, rojo y azul. Pero la Guardia Nacional no tenía ni armas ni municiones. Para pertrechar esta milicia, los amotinados saquearon el Garde-Meuble, nombre popular del hotel de la Marina, donde se almacenaban armas y una colección de antigüedades. A las 5 de la tarde, una delegación de los electores del Ayuntamiento se dirigió a Los Inválidos para reclamar las armas almacenadas allí. El gobernador se negó, mientras la Corte no reaccionaba. La muchedumbre hablaba ya de tomar la Bastilla donde se almacenaban grandes cantidades de pólvora. 
En la víspera de este acontecimiento crucial para el devenir de la Historia, Luis XVI en Versalles escribió el 13 de julio en su diario "Rien" (en español: "Nada"), ignorante de los graves sucesos que se producirían al día siguiente y que conducirían a acabar con su propia persona en 1793 y por extensión con el absolutismo del Antiguo Régimen.

### La toma: 14 de julio de 1789

#### Los Inválidos
Por la mañana y a pesar de la negativa del día anterior, unas 100 000 personas invadieron el Hôtel des Invalides para reunir armas (entre 29 000 y 32 000 mosquetes sin pólvora o munición, 12 cañones y un mortero). Los Inválidos estaban protegidos por cañones pero la toma fue sencilla porque sus guardias parecían dispuestos a no abrir fuego sobre los parisinos. A solo unos cientos de metros, varios regimientos de caballería, de infantería y de artillería acampaban sobre la explanada de Campo de Marte, bajo el mando del Barón de Besenval. Este reunió a los jefes de los cuerpos para saber si sus soldados marcharían sobre los amotinados. Unánimemente, respondieron que no. Este acontecimiento capital pudo haber cambiado el curso del día.

#### Asedio a la Bastilla

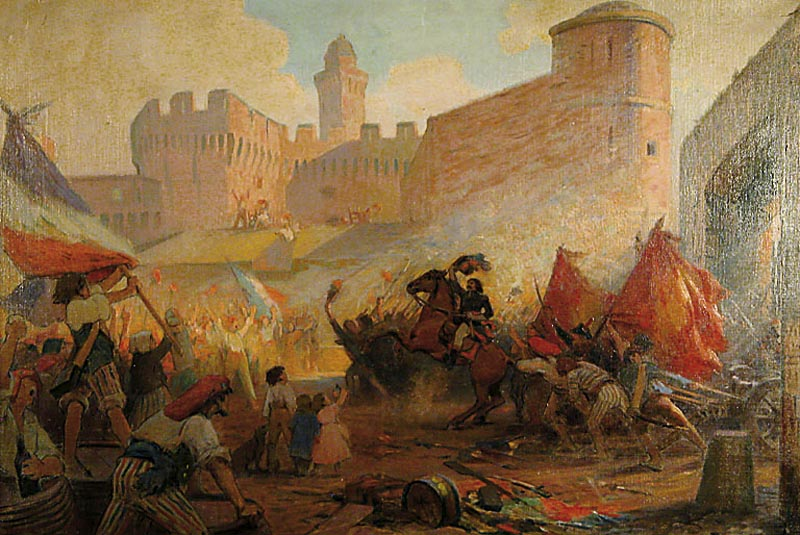
Toma de la Bastilla, pintado en 1928 por Henri Paul Perrault.

Los atacantes buscaban principalmente apoderarse de la gran cantidad de armas y munición almacenadas allí, ya que el día 14 había 13 600 kg (30 000 lb) de pólvora. La guarnición regular consistía en 82 inválidos (soldados veteranos no apropiados para el servicio de combate). A pesar de ello, la Bastilla había sido reforzada el 7 de julio con 32 granaderos del regimiento suizo "Salis-Samade" provenientes del campamento del Campo de Marte. Los muros estaban protegidos por 18 cañones de 8 libras cada uno y 12 de menor tamaño. El alcaide era Bernard-René, marqués de Launay, hijo del anterior alcaide, que había nacido en la misma fortaleza.
La lista oficial de 1832 de "vainqueurs de la Bastille" (vencedores de la Bastilla) tuvo poco más de 600 hombres y el total de asaltantes sería probablemente de algo menos del millar. La multitud se reunió en el exterior hacia media mañana pidiendo la rendición de la prisión, la retirada de los cañones y la entrega de las armas y la pólvora.
A las 10:30, una delegación de la Asamblea de los electores de París va a la Bastilla. Los miembros del Comité permanente no habían previsto tomar el edificio por la fuerza pero deseaban abrir la vía de las negociaciones.
A las 11:30, una segunda delegación compuesta por Jacques Alexis Hamard Thuriot y Louis Ethis de Corny intenta de nuevo negociar la entrega de las armas y municiones al pueblo de París para proveer a la Guardia Nacional recién creada. El esfuerzo negociador se fue alargando mientras los ánimos de la masa armada llegada de Los Inválidos iban impacientándose.

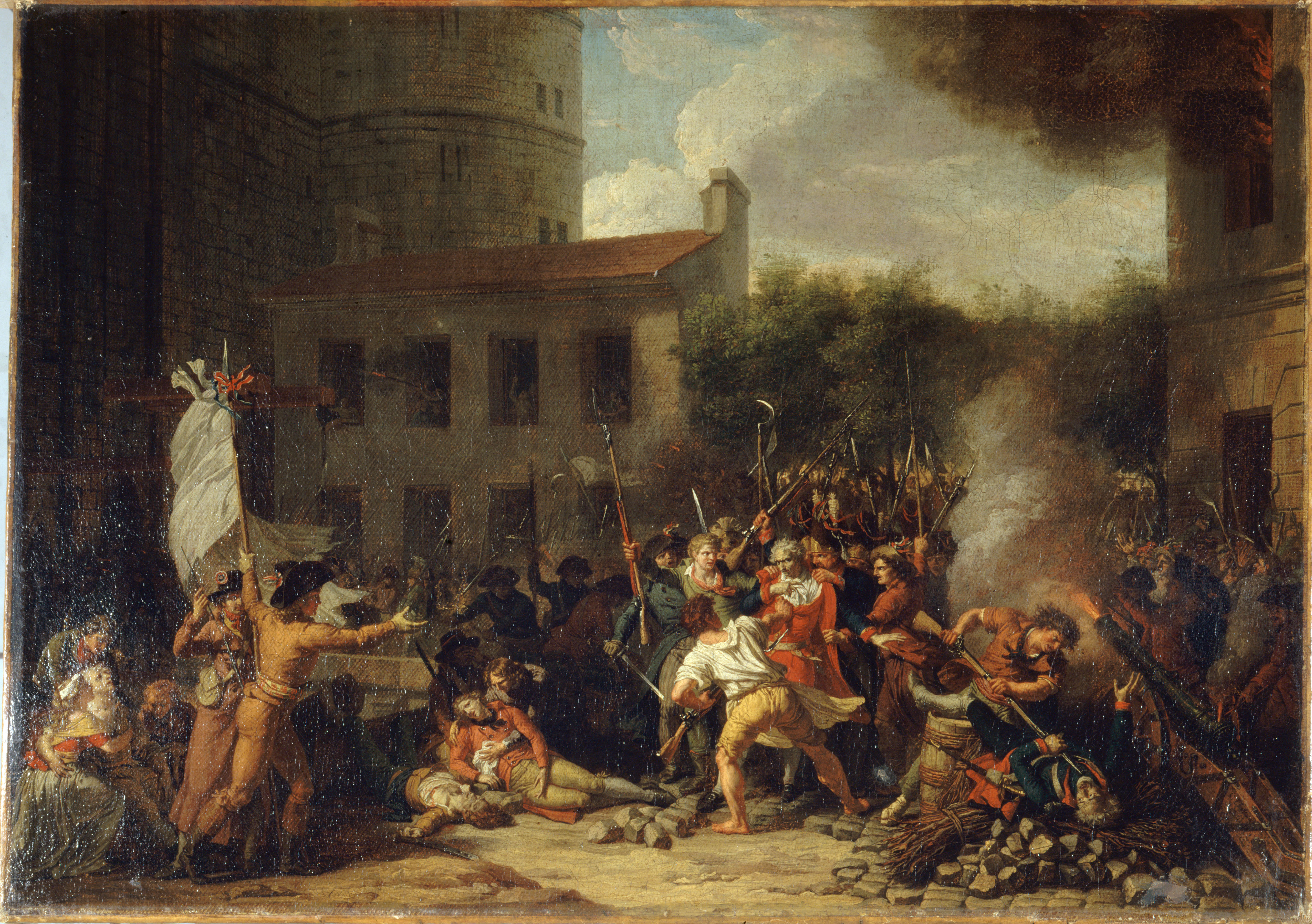
Toma de la Bastilla, pintado en 1793 por Charles Thévenin, Museo Carnavalet.

Alrededor de las 13:30, la muchedumbre entró en el patio externo y las cadenas sobre el puente levadizo al patio interior fueron cortadas, aplastando a un asaltante desafortunado. René-Bernard Jordan de Launay ordenó entonces disparar sobre la muchedumbre, haciendo numerosas víctimas.
A las 14:00 una tercera delegación, de la que toma parte el abate Claude Fauchet, se reunió con el alcaide de la Bastilla sin más éxito.
Hacia las 15:00 una cuarta delegación llegó a la Bastilla encabezada de nuevo por Louis Ethis de Corny pero no obtuvo nada. En este momento comenzó el fuego cruzado, aunque nunca podrá dilucidarse qué bando comenzó primero. Los asaltantes comprobaron que la fortaleza era una ratonera y la lucha se hizo más violenta e intensa, mientras las tentativas por parte de las autoridades para dictar un alto el fuego no fueron tenidas en cuenta.
A las 15:30, los atacantes se vieron reforzados por 61 "gardes françaises" (guardias franceses) amotinados y otros desertores de las tropas regulares, bajo el mando de Pierre-Augustin Hulin, antiguo sargento en la Guardia Suiza. Portaban las armas tomadas anteriormente en Los Inválidos y entre dos y cinco cañones. Estos fueron colocados en batería contra las puertas y el puente levadizo de la fortaleza.

#### Capitulación

Acuarela sobre la Toma de la Bastilla, pintada en 1789 por Jean-Pierre Houël. En el centro se observa la detención del alcaide, el marqués de Launay.

Ante la masacre (cerca de 100 víctimas entre los atacantes), el alcaide de Launay ordenó cesar el fuego a las 17:00. Una carta con los términos de la rendición fue pegada por un hueco en las puertas interiores e inmediatamente rescatada por los asaltantes. La guarnición de la Bastilla rindió las armas, bajo promesa a los amotinados de que ninguna ejecución se efectuaría si se producía la capitulación. Las demandas exigidas fueron rechazadas, pero de Launay rindió la plaza porque comprendió que sus tropas no podían resistir mucho más tiempo en esa situación y abrieron las puertas del patio interior y los parisinos tomaron la fortaleza hacia las 17:30. Liberaron a los siete prisioneros encarcelados allí y se apoderaron de la pólvora y la munición.
La guarnición de la Bastilla fue apresada y llevada al Ayuntamiento de París. En el camino, Bernard-René de Launay fue apuñalado, su cabeza aserrada y clavada en una pica para ser exhibida por las calles. Tres oficiales de la guarnición permanente de la fortaleza también fueron asesinados por la muchedumbre durante el trayecto. Estos y dos guardias suizos fueron los únicos militares fallecidos, ya que el resto de la guarnición fue protegida por la Guardia Francesa para que más tarde o más temprano fueran liberados y pudieran volver a sus regimientos. En el Ayuntamiento, la muchedumbre acusó a Jacques de Flesselles de traición. Se improvisó un juicio aparente en el Palais Royal y fue también ejecutado. 
El teniente Louis de Flue escribió un informe detallado sobre la defensa de la Bastilla que fue incorporado al diario del regimiento "Salis-Samade" y aún se conserva. Fue crítico con el malogrado marqués de Launay, a quien de Flue acusó de ejercer el mando con debilidad e indecisión. La causa de la caída de la Bastilla pudiera buscarse en la actitud de los comandantes de la fuerza principal de las tropas reales acampadas en el Campo de Marte, que no intervinieron ni en el saqueo de Los Inválidos ni en la toma de la Bastilla.
Además de los presos, la fortaleza albergaba los archivos del Lieutenant général de police (Teniente general de la Policía) de París, que fueron sometidos a un pillaje sistemático. Fue solo al cabo de dos días que las autoridades tomaron medidas con el fin de conservar los restos de este archivo. El mismo Beaumarchais, cuya casa estaba situada justo enfrente de la fortaleza, no vaciló en apoderarse de documentos. Denunciado, tuvo que restituirlos posteriormente.
A las seis de la tarde, ignorando la caída de la Bastilla, Luis XVI dio orden a las tropas de evacuar la capital. Esta orden llegó al Ayuntamiento a las dos de la madrugada del día siguiente.

## Consecuencias

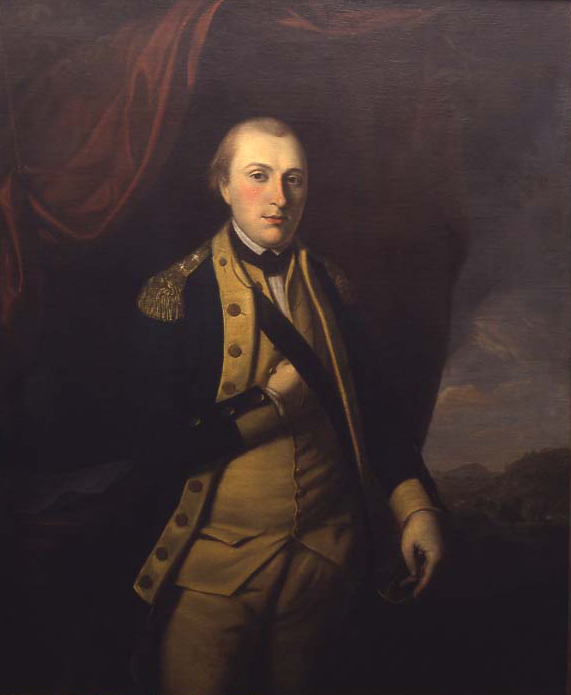
El marqués de La Fayette fue nombrado comandante de la Guardia Nacional Francesa tras las revueltas de julio de 1789.

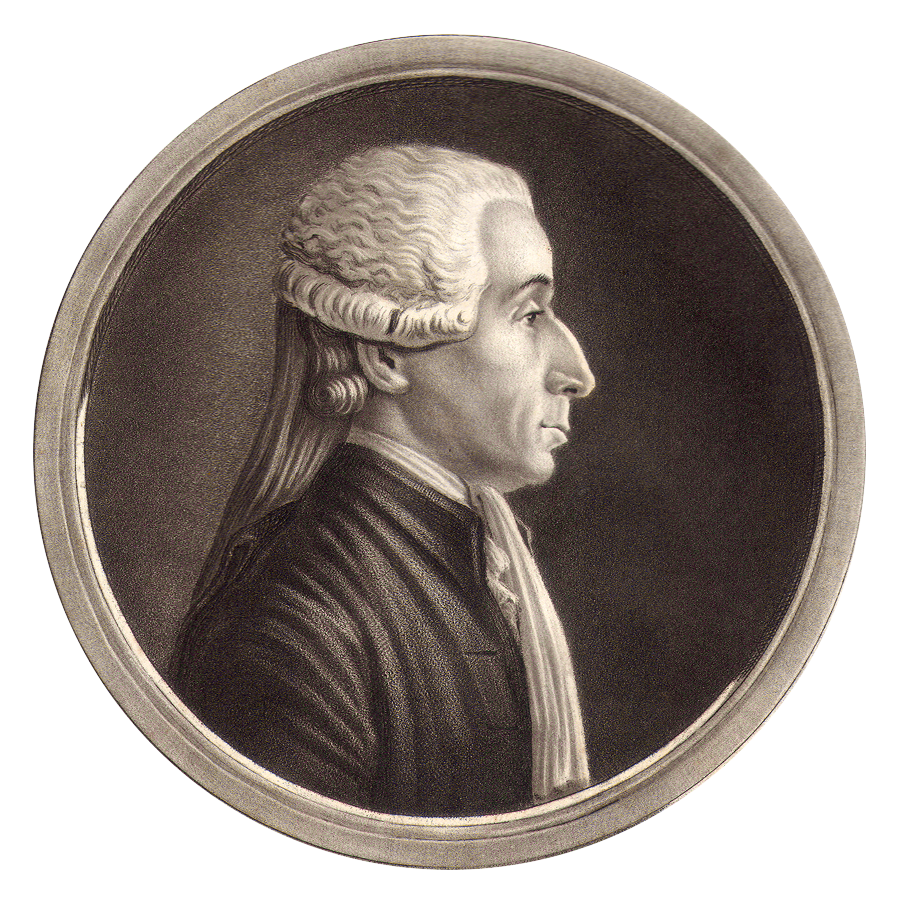
La Comuna de París se instauró en 1789 con Jean-Sylvain Bailly a la cabeza.

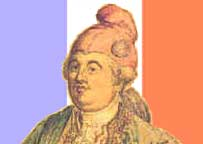
Los aristócratas franceses comienzan a huir del país. El rey vuelve a París bajo el mandato de la escarapela tricolor. Se extiende el empuje revolucionario por toda Francia. La imagen es una caricatura del Rey Luis XVI con un gorro frigio.

A las 8 de la mañana del 15 de julio de 1789, en el Palacio de Versalles, en el momento de su despertar, el duque de Rochefoucauld-Liancourt informó a Luis XVI de la toma de la Bastilla. 

- "Pero ¿es una rebelión?" preguntó Luis XVI.

- "No, señor, no es una rebelión, es una revolución." respondió el duque.

Mientras, la ciudadanía de París, esperando un contraataque, atrincheró las calles, levantó barricadas construidas con adoquines y se armó, lo mejor que pudo, sobre todo con picas improvisadas. En Versalles, la Asamblea permaneció ignorante de la mayoría de los acontecimientos parisinos, pero sumamente consciente, el mariscal de Broglie estuvo a punto de provocar un golpe de Estado promonárquico para forzar a la Asamblea a adoptar la solicitud de disolución de Luis XVI del 23 de junio. El vizconde de Noailles fue el primero en informar a Versalles fehacientemente de los hechos que se producían en París. C. Ganilh y Bancal-des-Issarts, enviados al Ayuntamiento de la capital, confirmaron este informe.
Esa mañana del 15 de julio, el rey tuvo claro el resultado de la toma y él y sus comandantes militares hicieron retroceder a sus tropas. Las tropas reales que se habían concentrado en los alrededores de París fueron de nuevo dispersadas a sus guarniciones fronterizas. El marqués de La Fayette asumió el mando de la Guardia Nacional en París. Jean-Sylvain Bailly, líder del tercer estado e instigador del Juramento del Juego de Pelota, fue elegido alcalde de la ciudad por los electores reunidos en el "Hôtel de Ville" (la sede del Ayuntamiento) y fue instaurada una nueva estructura de gobierno municipal, antecesora del actual Ayuntamiento de París. El rey anunció que acordaría la reposición de Necker y su propia vuelta de Versalles a París. El 27 de julio, en París, Luis XVI aceptó una escarapela tricolor de manos de Bailly y entró en el Ayuntamiento de la capital, bajo los gritos de "Larga vida al rey" en lugar del revolucionario "Larga vida a la nación".
De esta manera, dos procesos se unieron: una revuelta de hambre y la agitación política suscitada por la destitución de Necker. Así, los revolucionarios reunidos en la Asamblea y en el Ayuntamiento comenzaron a contar con la fuerza de la movilización popular. La constitución de una Guardia Nacional armada permitió a los revolucionarios comenzar a aplicar sus nuevas normas y políticas. La monarquía tuvo claro que ya no se trataba de una revuelta que podía apacigüarse o reprimirse, que había que contemporizar con ella, que las cosas, si no había una intervención exterior, ya no admitían una vuelta atrás. 
Sin embargo, después de esta violencia, la nobleza, poco confiada en la aparente y, como se demostró con posterioridad, temporal reconciliación entre el rey y el pueblo, comenzó a exiliarse. Los primeros émigrés incluyeron al conde de Artois (futuro Carlos X de Francia) y a sus dos hijos, el príncipe de Condé y el príncipe de Conti, la familia Polignac y algo más tarde Charles Alexandre de Calonne, el antiguo ministro de finanzas. Estos se instalaron en Turín, desde donde Calonne, como agente al servicio del conde de Artois y del príncipe de Condé, comenzó a trazar un intento de guerra civil dentro del país y conspiró para formar una coalición europea contra la Francia revolucionaria.
Necker regresó a París triunfante desde Basilea (triunfo que luego se demostró efímero). A su llegada, descubre que la muchedumbre había asesinado cruelmente a Foullon y a su sobrino Berthier y que el barón de Besenval (nombrado comandante de París por Broglie) había sido hecho preso. Deseando evitar un nuevo derramamiento de sangre, Necker abrió la mano, exigiendo y obteniendo una amnistía general votada por la asamblea de los electores de París. Con la solicitud de la amnistía, más que confiar en un juicio justo, subestimó el peso de las fuerzas políticas. Pero la asamblea fundada "ad hoc", casi inmediatamente revocó la amnistía para salvar su propia existencia, y quizás las propias cabezas de sus miembros, e instituyó un tribunal de primera instancia en Châtelet. Mignet sostiene que es este el momento en que Necker pierde su influencia sobre la Revolución.
La insurrección parisina se extendió por toda Francia. El pueblo se organizó en municipios para conseguir un propósito de autogobierno y crearon cuerpos de guardias nacionales para su propia defensa, de acuerdo al principio de la soberanía popular, medidas espontáneas que fueron normalizadas al poco tiempo mediante leyes aprobadas por la Asamblea Nacional. En las áreas rurales, muchos fueron más allá de esto: frente a la resistencia de la nobleza que se negaba a perder su poder local, algunas fincas y un significativo número de castillos fueron quemados.
Al año siguiente, la Fiesta de la Federación, concebida como fiesta de la reconciliación nacional, se celebró en presencia del rey en la misma fecha. En 1880, el Senado francés aprobó la fecha del 14 de julio como día de la fiesta nacional, en conmemoración de la fiesta del 14 de julio de 1790 por ser ese un día en el que no se derramó sangre y que selló la unidad de todos los ciudadanos franceses.